# Jorge García (Fußballspieler, 1961)
Jorge Patricio García Ahumada (* 10. Februar 1961 in Viña del Mar) ist ein ehemaliger chilenischer Fußballspieler und -trainer. Der Mittelfeldspieler wurde zweimal mit Cobreloa chilenischer Meister und absolvierte drei Länderspiele für die Nationalmannschaft.

## Karriere

### Verein
Jorge García, auch Chicho genannt, begann seine Karriere 1976 bei den Santiago Wanderers. Nach dem Abstieg seines Klubs 1980 wechselte er zum Everton, mit dem er 1981 ebenfalls abstieg, allerdings im Folgejahr den direkten Wiederaufstieg perfekt machte. 1984 gelang García mit dem Klub seiner Geburtsstadt der Sieg in der Copa Polla Gol. 1985 wechselte der Mittelfeldspieler zum CD Cobreloa, mit dem er die Meisterschaften 1985 und 1988 sowie den Pokal 1986 gewinnen konnte. 1991 kehrte Chicho noch einmal zu seinem Debütklub, den Wanderers, zurück, um dort seine Karriere am Saisonende zu beenden.

### Nationalmannschaft
Jorge García debütierte für Chile im Oktober 1984 unter Trainer Vicente Cantatore gegen Mexiko, als er in der Nachspielzeit der ersten Spielhälfte für Víctor Merello eingewechselt wurde. Rund vier Jahre nach seinem Debüt bestritt der Mittelfeldspieler zwei weitere Länderspiele gegen Uruguay und Peru. In einem Pflichtspiel kam er nie zum Einsatz.

### Trainer
Nach seinem Karriereende aufgrund seiner anhaltenden Knieverletzungen wurde Jorge García Trainer bei unterklassigen Klubs und Sportschulen. Als Jugendtrainer von Everton übernahm er zweimal interimsweise das Amt des Profitrainers und wurde 2007 als Cheftrainer verpflichtet. Nach nur einem Sieg aus 13 Spielen trennten sich beide Parteien. Er wurde danach Jugendtrainer bei San Luis und 2012 Co-Trainer von Marco Figueroa beim CD Cobreloa. Nachdem sich dieser aber mit den Klubverantwortlichen überworfen hatte, wurde García 2013 Cheftrainer. Dort blieb er rund ein Jahr. Danach war der frühere Nationalspieler als Trainer bei San Antonio Unido tätig.

## Erfolge
Everton
- Chilenischer Pokalsieger: 1984

Cobreloa
- Chilenischer Meister: 1985, 1988
- Chilenischer Pokalsieger: 1986